# French Roast
French Roast é um curta-metragem de animação de 2008 dirigido por Fabrice O. Joubert. Como reconhecimento, foi nomeado ao Oscar 2010 na categoria de Melhor Animação em Curta-metragem.